# Hút mật họng đỏ
Anthreptes rhodolaemus là một loài chim trong họ Nectariniidae.